# Altrichthys
Altrichthys es un género de peces damisela de la familia Pomacentridae, del orden Perciformes. Habita en la parte central de la región Indo-Pacífica.

## Especies
Especies reconocidas del género:
- Altrichthys alelia Bernardi, Longo & Quiros, 2017
- Altrichthys azurelineatus (Fowler and Bean, 1928)
- Altrichthys curatus (Allen, 1999)

### Lectura recomendada
- Allen, G. R. 1999. Altrichthys, a new genus of damselfish (Pomacentridae) from Philippine Seas with description of a new species. Rev. Fr. Aquariol. v. 26 (núm. 1-2): 23-28.
- Helfman, G., B. Collette i D. Facey: The diversity of fishes. Blackwell Science, Malden, Massachusetts (Estats Units), 1997.
- Moyle, P. i J. Cech.: Fishes: An Introduction to Ichthyology, 4a edició, Upper Saddle River (Nova Jersey, Estats Units): Prentice-Hall. Any 2000.
- Nelson, J.: Fishes of the World, 3a edició. Nova York, Estats Units: John Wiley and Sons. Any 1994.
- Wheeler, A.: The World Encyclopedia of Fishes, 2a edició, Londres: Macdonald. Any 1985.